# Upplands runinskrifter 210
Upplands runinskrifter 210 är en runhäll belägen på norra vägkanten av Länsväg 268, cirka en kilometer väster om Angarns kyrka och nära Åsta i Angarns socken. Ristningen är väl synlig från vägen.

## Inskriften
Ristningen är djupt huggen och välbevarad, övre delen är nästan horisontell medan den nedre sluttar cirka 45 grader. Runbanden bildar tre rundlar i pyramidform innan de övergår i två intrasslade och ormlika rundjur. I ristningens övre rundel finns ett kristet kors. 
Runor: 
ᚠᛁᚾᚢᛁᚦᚱ᛫ᛅᚢᚴ᛫ᚼᚢᛚᛘᚴᛅᛁᛦ᛫ᛚᛁᛏᚢ᛫ᚴᛂᚱᛅ᛫ᛘᛂᚱᚴᛁ᛫ᛅᛏ᛫ᚼᚢᛚᛘᚴᚢ
ᛏ᛫ᚠᛅᚦᚢᚱ᛫ᛋᛁᚾ᛫ᛁᚦᛁᚾᚢᛁ᛫ᛅᛏ᛫ᛒᚭᚾᛏᛅ᛫ᛋᛁᚾ᛫ᚤᛒᛁᛦ᛫ᛁᛅᚴ
Runsvenska: finuiþr ' auk ' hulmkaiR ' litu ' kera ' merki ÷ at ÷ hulmkut ' faþur ÷ sin ÷ iþinui ' at ' bonta sin ' ybiR ' iak
Normaliserad: Finnviðr ok HolmgæiRR letu gærva mærki at Holmgaut, faður sinn, Heðinvi at bonda sinn. ØpiR hiogg.
Nusvenska: "Finnvid och Holmger läto göra minnesmärket åt Holmgöt, sin fader, och Hedenvi åt sin make. Öpir högg."

## Historia
Den kände runmästaren Öpir var mycket produktiv i Uppland under 1000-talets andra hälft. Ristningen har blivit omskriven och avbildad, dels av Johan Peringskiöld, men även av Olof Celsius d.ä. och senare av Richard Dybeck, som uppger att den är belägen vid en bäck "i Åsta norra gärde mot ängen". Ett dike som är beläget öster om runhällen är den tidigare Hackstabäcken som Dybeck avser med sin lägesbeskrivning.

## Gällsta-släkten
Från informationen på U 210 och på de tre stenarna i Gällsta (U 229, U 231 och U 232) kan man bygga ett släktträd som spänner över fem generationer:

Torbjörn var far till Udde. Udde hade i sin tur två söner, Halvdan och Tobbe. Tobbe hade tre söner, Toste, Sigus och Sigmar. Halvdan hade tre söner, Östen, Ulv, Olov och dottern Hedenvi. Hedenvi, som var gift med Holmgöt, hade två söner vid namn Finnvid och Holmger.